# La Vraie fraternité

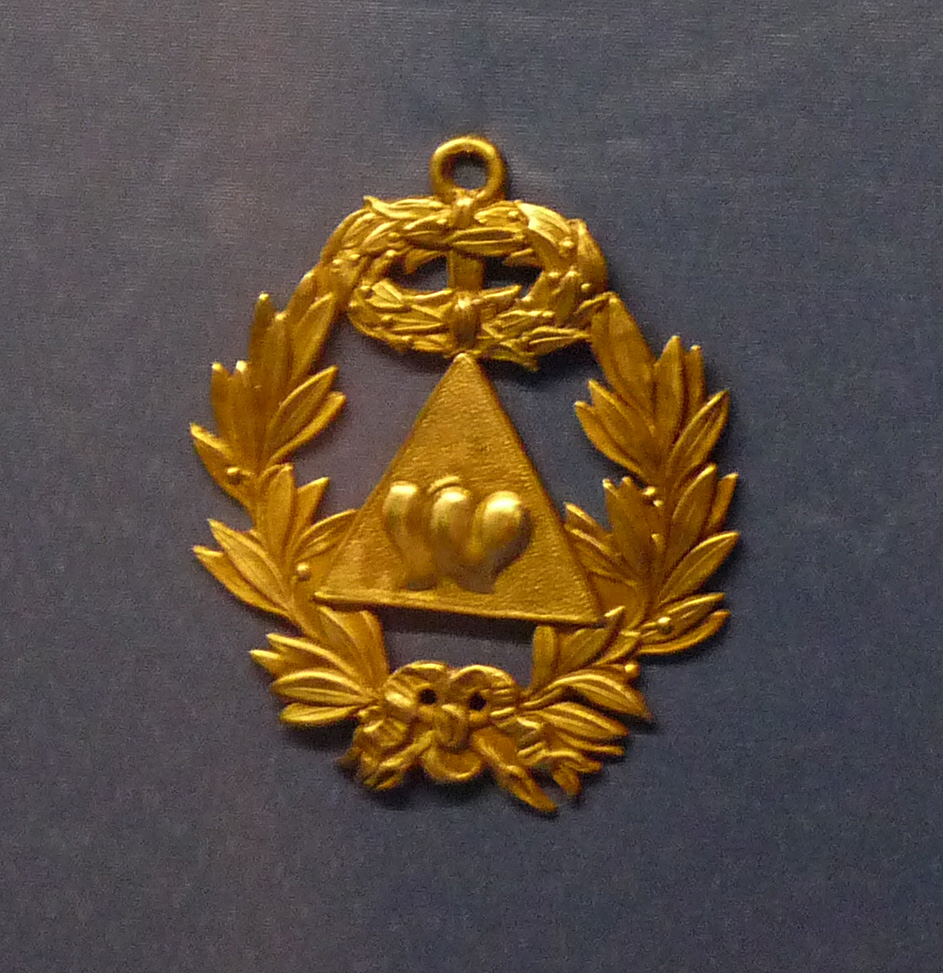
Bijou de la Vraie Fraternité

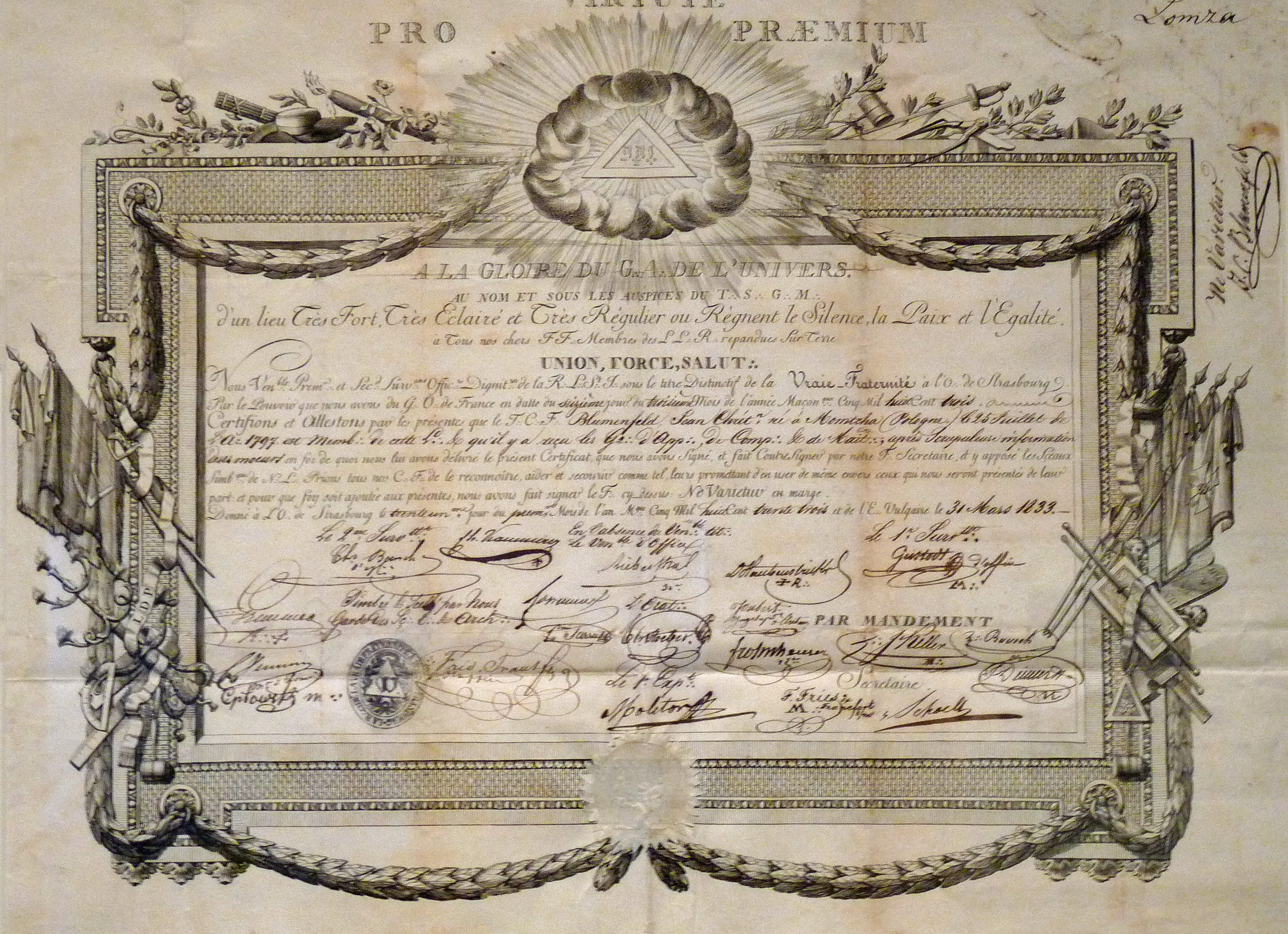
Certificat de maître délivré en 1833 par La Vraie Fraternité à Jean Chrétien Blumenfeld, né à Mointcha (Pologne) en 1797

La Vraie fraternité est le titre distinctif d'une loge maçonnique strasbourgeoise constituée en 1803.
Elle appartient au Grand Orient de France et travaille au Rite Français.